# 이방인 (1985년 영화)
"이방인"은 1985년에 개봉한 대한민국의 영화이다.

## 캐스팅
- 강석우: 재구
- 이혜숙: 애리
- 하재영: 성길
- 최재호 : 비상구
- 이치우
- 최남현
- 김복희
- 신찬일
- 박부양
- 한태일
- 김수천
- 문태선
- 길달호